# SN 1999cc
SN 1999cc – supernowa typu Ia odkryta 17 maja 1999 roku w galaktyce NGC 6038. Jej maksymalna jasność wynosiła 16,85m.